# ديتشي هارا
ديتشي هارا (باليابانية: 原大智) هو متزحلق حر ياباني، ولد في 4 مارس 1997 في طوكيو في اليابان.

## وصلات خارجية
- ديتشي هارا على موقع الاتحاد الدولي للتزلج (التزلج الحر) (الإنجليزية)
- ديتشي هارا على موقع أوليمبيديا (الإنجليزية)